# Raión de Zdolbúniv
Zdolbúniv (en ucraniano: Здолбунівський район) fue un raión o distrito de Ucrania en el óblast de Rivne. En la reforma territorial de 2020, su territorio fue incluido en el raión de Rivne.
Comprendía una superficie de 659 km².
La capital era la ciudad de Zdolbúniv.

## Demografía
Según estimación 2010 contaba con una población total de 59007 habitantes.

## Otros datos
El código KOATUU es 5622600000. El código postal 35700 y el prefijo telefónico +380 3652.